# Missió d'Observació de les Nacions Unides a Uganda i a Ruanda
La Missió d'Observació de les Nacions Unides a Uganda i a Ruanda (UNOMUR) va ser una missió de pau de les Nacions Unides establerta mitjançant la Resolució 846 el 22 de juny de 1993 i que va durar fins a setembre de 1994. La seva missió era "vigilar la frontera entre Uganda i Ruanda i verificar que no hi hagués assistència militar". Tenia la seu a Kabale (Uganda) i el seu mandat va cobrir 193 milles de frontera. Els països que contribueixen a la UNOMUR eren Bangladesh, Botswana, Brasil, Hongria, Països Baixos, Senegal, Eslovàquia i Zimbabwe.

## Direcció
El seu principal observador militar des de juny fins a octubre de 1993 va ser el general Roméo Dallaire del Canadà, que més tard es va fer famós com a Comandant de la Força de la Missió d'Assistència de les Nacions Unides a Ruanda (UNAMIR) durant el genocidi de Ruanda. Dallaire va arribar a Uganda a principis d'octubre de 1993, on l'oficial d'enllaç de l'Exèrcit de la Resistència Nacional (NRA) li va informar que havia de ser informat de totes les patrulles de la UNOMUR amb almenys dotze hores d'antelació i que totes les patrulles tindrien escortes de NRA. Quan Dallaire va protestar quel'objectiu de la missió era descobrir activitat sospitosa a través de l'element sorpresa, l'oficial de la NRA va insistir. A més, malgrat que Uganda havia acceptat que l'àrea de verificació entrés 100 km a l'interior de la frontera d'Uganda, que incloïa el hub de transport de Mbarara, l'ARN va insistir en un límit de 20 km, posant Mbarara fora dels límits.
Dallaire va assenyalar,
| « | La frontera era un tamís, ple de petits senders de muntanya que havien estat allà durant mil·lennis. Donada la meva petita força de vuitanta-un observadors i el fet que no teníem helicòpters amb capacitat de visió nocturna, la tasca de mantenir la vigilància a la frontera era en el millor dels casos simbòlica. | » |

Dallaire aviat va ser nomenat cap de la nova missió a Ruanda i va abandonar Uganda el 21 d'octubre. El seu substitut com a observador militar militar va ser el segon comandant Ben Matiwaza de Zimbabwe i posteriorment el coronel Asrarul Haque de Bangladesh.